# Marmorierter Panzerwels

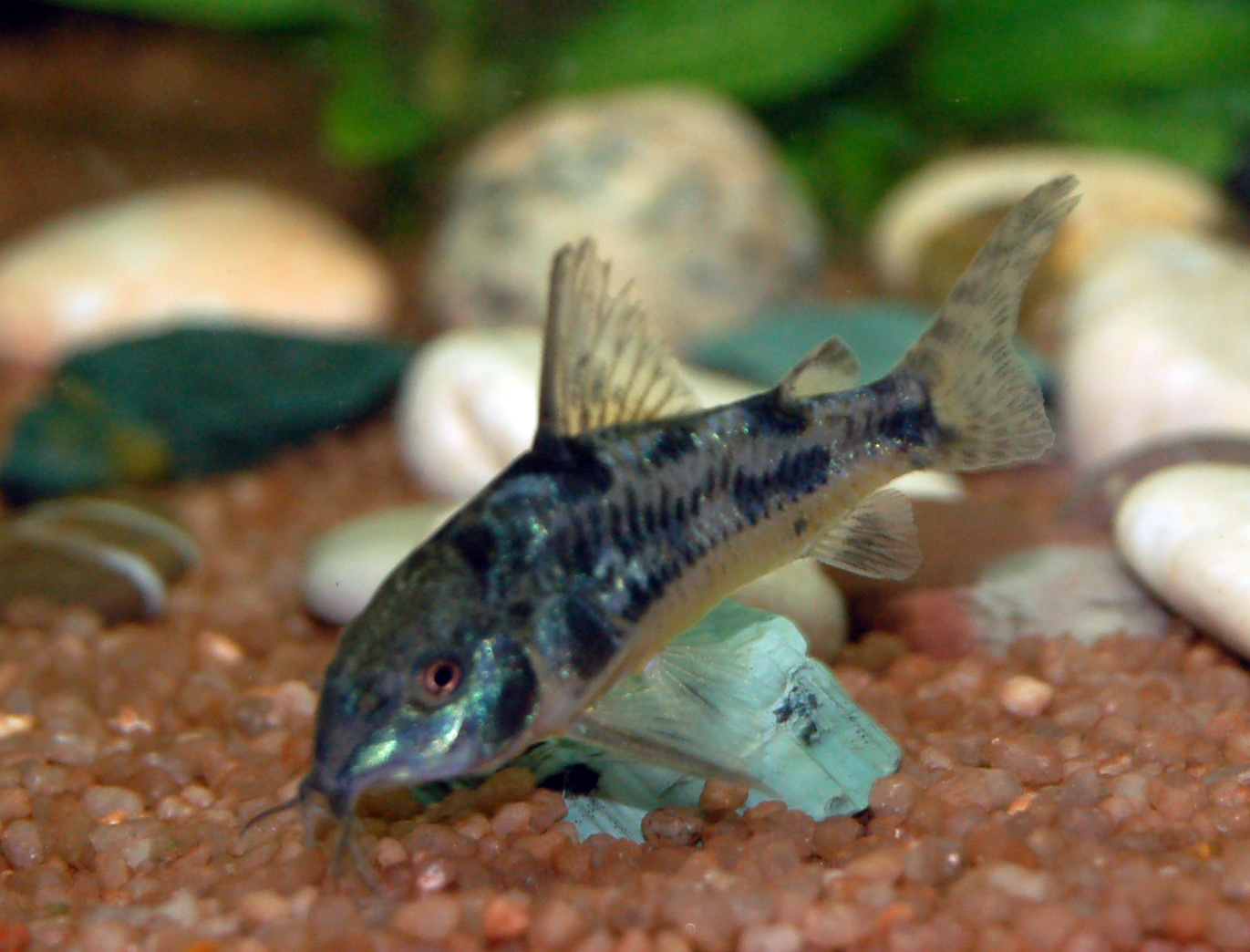
Marmorierter Panzerwels

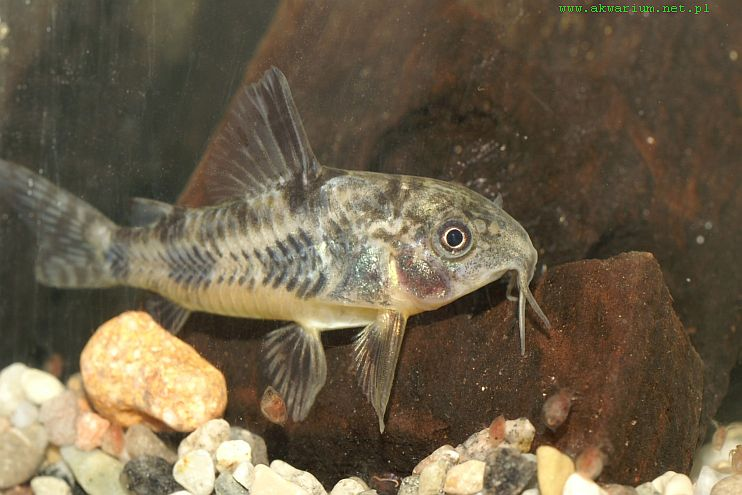
Marmorierter Panzerwels vor Steingrund

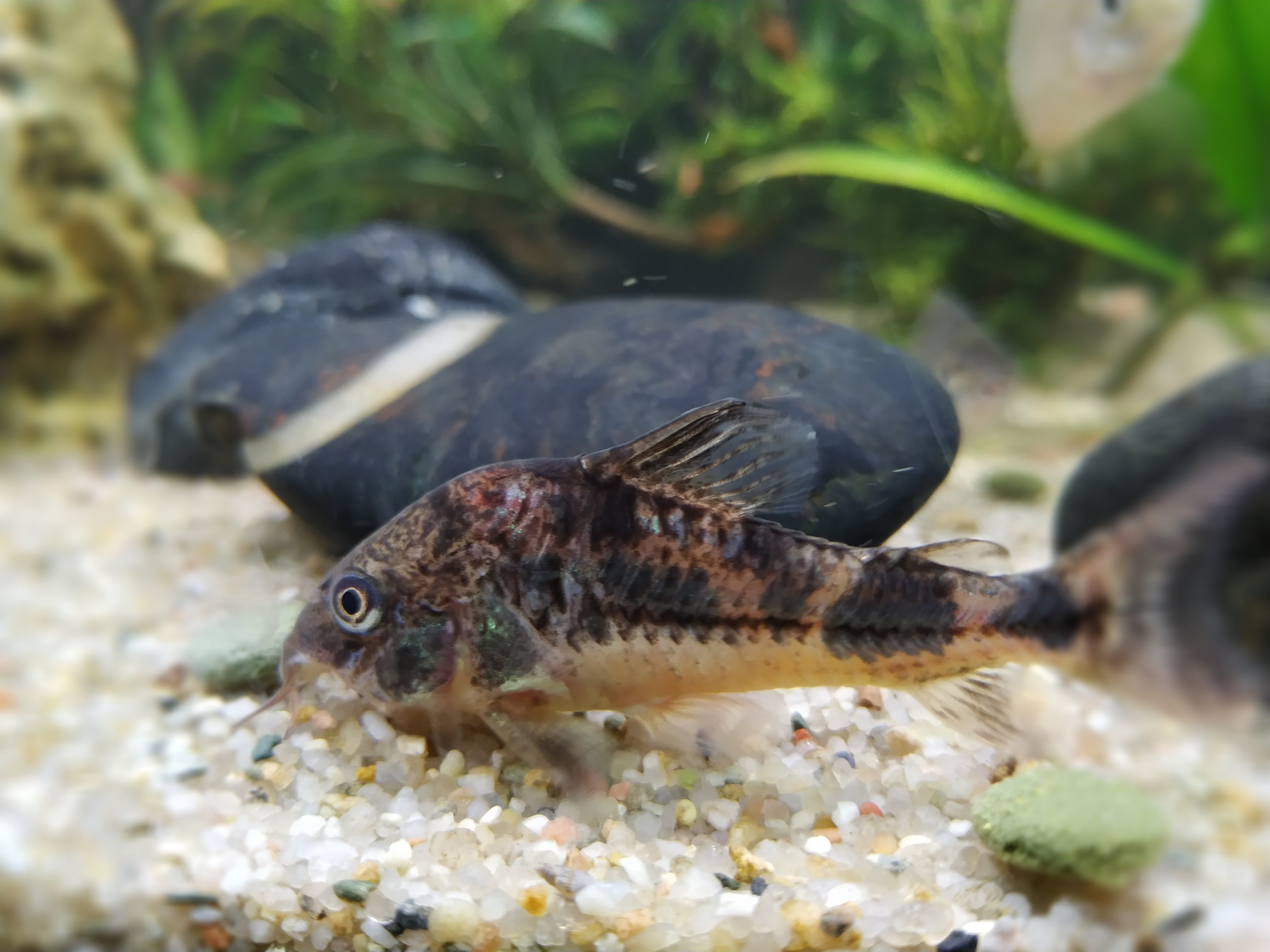
Marmorierter Panzerwels Jungfisch in der Futterspur einer Welstablette

Der Marmorierte Panzerwels (Hoplisoma paleatum, Synonym: Corydoras paleatus (lateinisch: palea = spreu, im Sinne von gefleckt, gesprenkelt)) ist ein Süßwasserfisch aus der Unterfamilie der Panzerwelse. Er kann eine Länge von bis zu etwa 7 cm erreichen und 10 bis 13 Jahre alt werden.

## Merkmale
Die Grundfarbe des Marmorierten Panzerwels ist ein gelbliches orange mit irisierendem grün. An den Flanken, entlang der Körpermitte befinden sich 3 große schwarze Flecken. Über die Lappen der Schwanzflosse (Caudale) verlaufen schwarze Querbänder, die Brustflossen (Pectorale) sind durchsichtig oder schwarz. Der hintere Rand des Stachelstrahls der Rückenflosse (Dorsale) ist im distalen Teil gesägt, die 5 bis 9 Zähne zeigen leicht zur Spitze des Flossenstrahls. Bei manchen Exemplaren ist der Stachelstrahl ungesägt. Der hintere Rand der Brustflossenstachel ist über die gesamte Länge gesägt, die Stachel stehen im rechten Winkel zum Stachelstrahl. Die Bauchflossen (Ventrale) sind länglich, die Fettflosse ungefähr dreieckig, die Afterflosse (Anale) dreieckig.
- Flossenformel: Dorsale I/7–8, Anale I/6[3]

## Ökologie

### Vorkommen
Der Marmorierte Panzerwels kommt in den Stromgebieten des unteren Río Paraná des Río Uruguay und des Río de la Plata in Argentinien und Uruguay vor, außerdem in Flüssen des brasilianischen Bundesstaats Rio Grande do Sul.

### Ernährung
Der Marmorierte Panzerwels ist allesfressend (omnivor) und ernährt sich, indem er am Boden und in Bodennähe nach Algen, Detritus, Kleintieren und Pflanzenteilen sucht.

## Systematik
Der Marmorierte Panzerwels wurde 1842 durch den britischen Geistlichen und Zoologen Leonard Jenyns unter der Bezeichnung Callichthys paleatum erstmals wissenschaftlich beschrieben. Später wurde er der Gattung Corydoras zugeordnet, in der er über den längsten Zeitraum seiner taxonomischen Geschichte verblieb. Diese war jedoch nicht monophyletisch und im Juni 2024 wurde der Marmorierte Panzerwels zusammen mit über 80 anderen Panzerwelsen der kurzschnäuzigen Klade in die Gattung Hoplisoma verschoben, die schon 1838 durch den englischen Naturforscher William Swainson eingeführt worden ist.

## Aquaristik
Die Tiere sollten in Gruppen von mindestens 5 Tieren in Aquarien ab 60 cm Länge gepflegt werden. Der Marmorierte Panzerwels ist sehr friedlich und kann auch mit kleineren Fischen oder Garnelen problemlos vergesellschaftet werden. Die Fische sind äußerst lebhaft und durchstreifen in Gruppen den Bodengrund auf der Suche nach etwas Fressbarem. Dabei wühlen sie in den oberen Schichten. Aktivitätsphasen werden von gemeinsamen Ruhephasen abgelöst, wobei die Tiere dann für eine Weile regungslos am Grund oder auf Oberflächen verbleiben. Corydoras paleatus fühlt sich in einem gut strukturiertem Becken mit vielen Versteckmöglichkeiten und feinem Bodensubstrat wie Sand oder Kies wohl. Die Panzerwelse bevorzugen in der Regel kein allzu starkes Licht, sondern eher Dämmerlicht. Die Tiere sind in der Lage, durch Reibung der Brustflosse über eine Rille am Schultergürtel Laute zu erzeugen, durch deren Hilfe sie während des Paarungs- und Fluchtverhaltens miteinander kommunizieren können. Wie alle Panzerwelse ist der Marmorierte Panzerwels ein Darmatmer, das heißt, er muss von Zeit zu Zeit an der Wasseroberfläche Luft holen. In Gefangenschaft sollte er daher nicht in einem Becken mit geschlossener Schwimmpflanzendecke gehalten werden. Zur Fütterung eignet sich Lebendfutter, Frostfutter und Trockenfutter. Der Marmorierte Panzerwels sucht immer wieder am Boden nach Essbarem und durchwühlt ihn mit seinen Barteln.

### Zucht
Es handelt sich um eine sehr leicht zu züchtende Art. Die Laichbereitschaft wird durch die Simulation einer Regenzeit (starke, abrupte Teilwasserwechsel mit Temperaturschwankungen) eingeleitet. Für eine erfolgreiche Zucht sollte man einen Überschuss an Männchen anstreben (z. B. ein weibliches Exemplar und zwei männliche reichen schon aus, um einen Bestand zu bilden), ansonsten werden deutlich weniger Eier befruchtet. Die unbefruchteten Eier verpilzen leicht und die Verpilzung kann dann auch auf befruchtete Eier übergreifen. Ein Weibchen legt nacheinander etwa 150 durchsichtig-weiße Eier, die an großen Blättern, Steinen oder einfach an die Aquarienscheiben geklebt werden. Die Weibchen zeichnen sich durch ihre Fülligkeit und Größe, gegen die kleineren, schlankeren Männchen aus. Die Eier sollten von den Alttieren nach kurzer Zeit getrennt werden. Die Eier brauchen etwa 3 bis 5 Tage bis zum Schlüpfen. Die Larven sind sehr klein und teilweise durchsichtig. Zwei bis drei Tage nach dem Schlüpfen, wenn der Dottersack aufgebraucht ist, können die Larven mit Artemia-Nauplien gefüttert werden. Später kann feinstes Flockenfutter aus Algen und Mischfutter gegeben werden. Die Fische sind äußerst vermehrungsfreudig. Die Geschlechtsreife beginnt bereits bei einer Größe von fünf Zentimetern. Die Männchen zeigen keinerlei Territorialverhalten, noch gibt es untereinander Kämpfe um laichbereite Weibchen.